# Protoje
Oje Ken Ollivierre, mais conhecido por seu nome artístico Protoje (nascido a 14 de junho de 1981), é um cantor contemporâneo de reggae e cançonetista jamaicano.

## Biografia
Protoje é filho da cantora jamaicana, Lorna Bennett, conhecida pela interpretação de “Breakfast in Bed”, em 1972, e do autor da música afro-caribenha – Calipso –  ilha de Saint Vicent and the Grenadines.

## Carreira Musical
Em 2010, Protoje iniciou-se a trabalhar com a “Don Corleon Records”, gerida pelo seu primo e um dos produtores mais populares da Jamaica, Don Corleon.
Depois do lançamento de “Dread”, “JA” e “Role”, em 2010, o álbum de estreia intitulado “The Seven Year Itch” foi lançado em 25 de janeiro de 2011. O primeiro single do álbum, chamado “Arguments” foi responsável pela sua popularidade precoce na Jamaica. Em 2010, lançou outro single intitulado “Rasta Love”, que contou com a participação de Ky-Mani Marley. O Seven Year Itch projetou-se no Canadá, nos Estados Unidos da América e França. O seu segundo álbum “The 8 year Affair” foi lançado em 12 de fevereiro de 2013. “Who De A Program” foi o primeiro single disponível do álbum de janeiro de 2012. “This is not a Marijuana song” foi lançado nesse verão. “Kingston Be Wise” foi propriamente promovido através dos média tradicionais e redes sociais. No dia do seu lançamento, 5 de Novembro de 2012, o vídeo tornou-se o mais visto no Youtube entre os utilizadores de internet jamaicanos.

## Álbuns
- 2011: Seven Year Itch
- 2013: The 8 Year Affair
- 2015: Ancient Future
- 2016: Royalty Free
- 2018: A Matter of Time

## Singles
- 2009: Arguments
- 2010: Dread
- 2010: JA
- 2010: Roll
- 2011: Rasta Love ( com a participação de "Ky-Mani Marley")
- 2012: Who Dem A Program
- 2012: This Is Not A Marijuana Song
- 2012: Kingston Be Wise
- 2013: I&I
- 2013: "Resist Not Evil"